# Lista dos governadores das Molucas
As Molucas foram colonizadas por portugueses, espanhóis, holandeses e ingleses. Finalmente, passaram a fazer parte da Indonésia, após a independência, em 1949. 
Abaixo está uma lista de governadores, no período de colonização portuguesa.

## Governadores portugueses
| Número | Nome                             | Data            | Observações | Ref.        |
| ------ | -------------------------------- | --------------- | --- | ----------- |
|        | Jorge de Brito                   | Não tomou posse | Foi o primeiro capitão nomeado, morreu em Achém antes de chegar a Maluco, sucedeu-lhe seu irmão, António de Brito. | [ 1 ] [ 2 ] |
| 1      | António de Brito                 | 1522-1526       | Nomeado por el-rei. Iniciou a construção do Forte de São João Baptista de Ternate.                                 | [ 2 ] [ 3 ] |
| 2      | Garcia Henriques                 | 1526-1527       | | [ 4 ]       |
| 3      | Jorge de Meneses                 | 1527-1530       | | [ 4 ]       |
| 4      | Gonçalo Pereira                  | 1530-1531       | | [ 5 ]       |
| 5      | Luís de Andrade                  | 1531            | | [ 5 ]       |
| 6      | Vicente da Fonseca               | 1531-1533       | | [ 6 ]       |
| 7      | Tristão de Ataíde                | 1533-1536       | | [ 6 ]       |
| 8      | António Galvão                   | 1536-1539       | | [ 7 ]       |
| 9      | Jorge de Castro                  | 1539-1544       | | [ 8 ]       |
| 10     | Jordão de Freitas                | 1544-1546       | | [ 8 ]       |
| 11     | Bernardim de Sousa               | 1546-1549       | Primeiro mandato                                                                                                   | [ 9 ]       |
| 12     | Baltazar Veloso                  | 1549(?)         | | [ 10 ]      |
| 13     | Cristóvão de Sá                  | 1549-1550       | Primeiro mandato                                                                                                   | [ 10 ]      |
| 14     | Bernardim de Sousa               | 1550-1552       | Segundo mandato | [ 9 ]       |
| 15     | Cristóvão de Sá                  | 1552-1555(?)    | Segundo mandato | [ 10 ]      |
| 16     | Francisco Lopes de Sousa         | 1553            | | [ 11 ]      |
| 17     | Duarte de Eça                    | 1555-1558       | | [ 12 ]      |
| 18     | António Pereira Brandão          | 1558-1560       | | [ 13 ]      |
| 19     | Manuel de Vasconcelos            | 1560-1561       | | [ 14 ]      |
| 20     | Sebastião Machado                | 1561            | | [ 15 ]      |
| 21     | Henrique de Sá                   | 1562-1564       | | [ 15 ]      |
| 22     | Álvaro de Mendonça               | 1564-1566       | | [ 16 ]      |
| 23     | Diogo Lopes de Mesquita de Lima  | 1567-1570       | | [ 16 ]      |
| 24     | Álvaro de Ataíde                 | 1571-1574       | | [ 17 ]      |
| 25     | Nuno Pereira (de Lacerda)        | 1574-1575       | | [ 18 ]      |
| 26     | Diogo de Azambuja                | 1578-1583       | Capital transferida para o Forte dos Reis Magos de Tidore                                                          | [ 19 ]      |
| 27     | Álvaro de Castro                 | 1583            | | [ 20 ]      |
| 28     | Diogo de Azambuja                | 1583-1586       | Segundo mandato | [ 21 ]      |
| 29     | Duarte Pereira (de Sampaio)      | 1583-1588(?)    | | [ 22 ]      |
| 30     | Rui Dias da Cunha                | 1588-1591(?)    | | [ 23 ]      |
| 31     | Tristão de Sousa                 | 1591-1595(?)    | | [ 24 ]      |
| 31     | Julião de Noronha                | 1595-1598       | | [ 24 ]      |
| 32     | Rui Gonçalves de Sequeira        | 1598-1601(?)    | | [ 24 ]      |
| 33     | Manuel de Melo                   | 1601-1603(?)    | | [ 25 ]      |
| 34     | André Furtado de Mendonça        | 1603            | | [ 25 ]      |
| 35     | Pedro Álvares (Pereira) de Abreu | 1604-1605       | | [ 26 ]      |